# 雪国

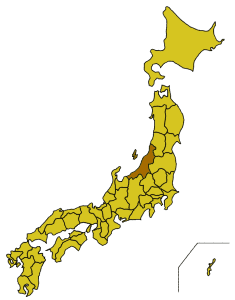
《雪國》的故事場景：日本的新潟县（色塊處）

《雪国》（日语：／ Yukiguni */?，發音：[jɯkiꜜɡɯɲi]）， 是日本作家川端康成的第一部中篇小說，全書不到8萬字（日文）。 它也是作者在被授予諾貝爾文學獎時，評獎委員提到的三部小說之一。 另外兩部是《古都》和《千羽鶴》。 題目中的“國”是地區、鄉鎮的意思，所以中文譯本也有做《雪鄉》的，如蕭羽文或金溟若的譯本。 但維持《雪國》名稱的中文譯本更普遍一些，如韓侍桁或葉渭渠、唐月梅夫婦的譯本。

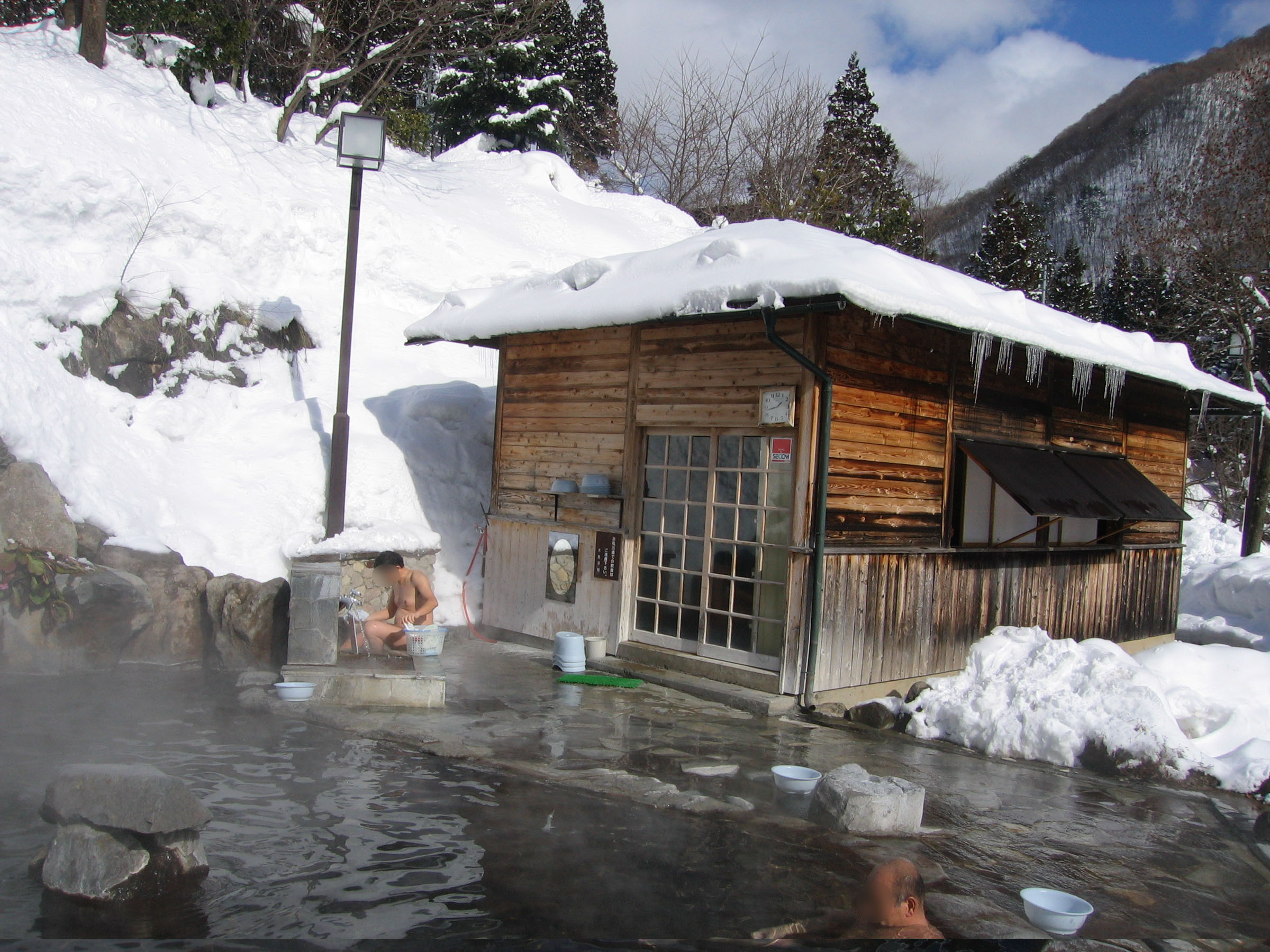
与新潟县邻近的长野县的雪中温泉

## 创作背景
小说的第一部分首先发表在1935年一月的一个文学刊物上，之后九个部分被逐渐完成分别发表在多个杂志上，全书於1947年彻底完成。创作开始时的日本正在走向军国主义道路，全面对中国的战争已箭在弦上，军部在国家的决策行为中的地位举足轻重。1920年代到1930年代活跃於文坛的日本无产阶级文学运动被扑灭。以川端康成为代表的“新感觉派文学”得以发展。《雪国》这部小说既没有像小林多喜二这样的左翼作家对战争抨击，也没有歌颂日本军国主义，而是描述一个东京来的知识分子和北方新潟县的艺妓的命中注定要失败的爱情。

## 内容背景
故事发生在新潟县南魚沼郡汤泽町，但小说中没有点明。这里位于三国山脉北麓，面向日本海。每年冬季从日本海来的湿润气流受山岳的阻挡而上升，在这里造成大量积雪。川端康成在创作《雪国》之前和期间先后五次到汤泽。
这里著名的温泉区建了很多旅馆。来这里旅行、度假的单身男子可以享受异性伴游的服务。这些伴游的“五等艺妓”并不是像京都的高级艺妓一样接受大量的艺术、交际方面的训练，而基本上就是性工作者。她们短暂的职业生涯只会是每况愈下，而选择以此为职业的人作为女主人公加重了小说的宿命氛围。

## 开头
小说的开头一段在日本是几乎人人可以背诵的名段。“（穿过县境上长长的隧道，便是雪国。夜空下，大地一片莹白。火车在信号所前停了下来。）”前两句没有主语，使读者有随着主人公进入雪国身临其境的感受。时间（冬季的夜晚）地点（雪国、火车）交待得十分清晰。
日文原著中的“国境”是指群馬县和新潟县的县界，这两个县在日本战国时代分属上野國和越後国。“长长的隧道”是現今東日本旅客鐵道（JR東日本）所營運上越线的清水隧道。“信号所”是现在的土樽車站。

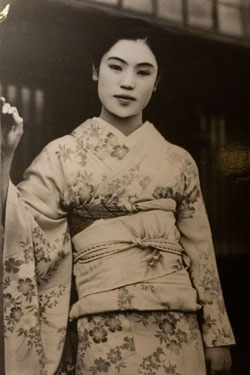
主人公驹子的原型艺妓松荣，作者于1934年与她结识，本照片摄于同一时期。

## 情节
這是一個糾纏在岛村、驹子和葉子之間，最後變成駒子的故事。岛村是一个在东京研究西方芭蕾舞的自由职业者，家境優渥。他曾三次到汤泽町和艺妓驹子相会。驹子是一名曾去過东京的艺妓，会弹三味线，而且在努力坚持记日记。處於文化邊陲地帶卻又愛好文藝的駒子，對於能理解她話題的外來客島村，不禁深有好感。驹子的三味线师傅的儿子行男身患肺结核，在一位名為叶子的女子陪同之下返回汤泽町養病，正好坐在第二次去会驹子的岛村对面。小说的叙述从这里开始。岛村透过起雾的车窗欣赏黄昏的雪景，却看到倒映在车窗上的叶子的明眸，不禁心神荡漾。
驹子对岛村感情真挚，而岛村则只是想享受这种短暂的美好。岛村听说三味线师傅曾经想把驹子许配给行男，驹子也是为了给行男治病才当的艺妓，但驹子否认。驹子在岛村的逗留期间陪他游玩，想发展长期的关系。岛村既欣赏驹子的美貌和性格，尤其是一次驹子醉宿之后，也同时暗暗对单纯的叶子不能释怀。
行男病故之后，町中之電影院失火，葉子走避不及，只好由高處跳下，但也難逃一死。駒子崩潰，死命緊抱葉子的遺體哭號，町民眼看她已失常，只好把她拉走。這時，同在一處的島村卻想起松尾芭蕉的俳句，以及當日反映在車窗上，葉子美麗的臉龐，然後抬頭望天，彷彿無盡星光全都傾入心中。

## 影视作品

### 电视剧
- 1962年 -《雪国》（TBS系列、7集连续剧、主演：池内淳子、山内明、岸久美子、阿部寿美子等）
- 1970年 -《雪国》（NHK、单本剧、主演：中村玉绪、田村高广、龟井光代等）
- 1973年 -《雪国》（富士電視台系列、4集连续剧、主演：大谷直子、山口崇、三浦真弓、原田大二郎等）
- 1980年 -（日本電視台系列、单本剧、主演：松坂慶子、片冈孝夫、真行寺君枝、堀内正美、内田朝雄等）
- 1989年 -《雪国》（朝日电视系列、单本剧、主演：古手川祐子、鹿贺丈史、有森也富、富田靖子等）
- 2022年 -《雪国》（NHK、单本剧、主演：高橋一生、奈緒、高良健吾、森田望智）

### 电影
- 1957年 -《雪国》（製作：東寶株式會社、監製：丰田四郎、主演：池部良、岸惠子、八千草薫、森繁久彌、加東大介等）
- 1965年 -《雪国》（製作：松竹、監製：大庭秀雄、主演：岩下志麻、木村功等）